# Marie Vojtová
Marie Vojtová (* 23. listopadu 1932) byla česká a československá politička a bezpartijní poslankyně Sněmovny národů Federálního shromáždění za normalizace.

## Biografie
K roku 1971 se profesně uvádí jako dělnice. Ve volbách roku 1971 zasedla do české části Sněmovny národů (volební obvod č. 8 - Praha 10, hlavní město Praha). Ve FS setrvala do konce funkčního období, tedy do voleb roku 1976.